# Northumberland
Northumberland [nɔːˈθʌmbələnd] ist eine Grafschaft und eine Unitary Authority (zusammengelegte Verwaltungseinheit) in England, gelegen an der Grenze zu Schottland. Die Bezeichnung ergibt sich aus seiner Lage nördlich des Flusses Humber.

## Geografie
In ihrer größten Ausdehnung reichte die Grafschaft als Königreich Northumbria unter König Edwin vom Fluss Humber im Süden bis zum Fluss Forth im Norden. Heute erstreckt sich das zu den traditionellen Grafschaften gehörige Northumberland auf ein deutlich kleineres Gebiet. Die Küste von Northumberland ist als Heritage Coast eingestuft.

## Klima
Das Klima in Northumberland ist im Allgemeinen kühl und trocken. Im Vergleich zum Rest des Vereinigten Königreichs ist das Wetter relativ stabil, und extreme Bedingungen wie Überschwemmungen, Dürren oder Hitzewellen sind selten.
Die durchschnittlichen Höchsttemperaturen zwischen April und Oktober liegen etwa 1–2½ °C unter dem Landesdurchschnitt und die durchschnittlichen Tiefsttemperaturen zwischen Mai und August etwa ½ °C unter dem Landesdurchschnitt; sowohl die durchschnittlichen Höchst- als auch die Tiefsttemperaturen für den Rest des Jahres entsprechen etwa dem Landesdurchschnitt. Die durchschnittliche Niederschlagsmenge in Northumberland liegt deutlich unter dem Landesdurchschnitt; in Boulmer (33 km nördlich von Blyth) wurden 651 Millimeter gemessen, verglichen mit 838 Millimetern für ganz England.

## Verwaltung
Die traditionelle Hauptstadt der Grafschaft war Alnwick. Verwaltungssitz ist jetzt Morpeth.
Insbesondere innerhalb von Sportorganisationen zählen auch Newcastle upon Tyne und North Tyneside zu Northumberland. Die Grafschaft grenzt offiziell an Tyne and Wear, County Durham, Cumbria und an die Lieutenancy areas von Roxburgh, Ettrick und Lauderdale in Schottland.
Am 1. April 2009 wurden alle Districts und Boroughs in Northumberland im Zuge der Verwaltungsreform 2009 abgeschafft und zur Unitary Authority Northumberland zusammengefasst. Bis zu jenem Zeitpunkt war die Grafschaft in die sechs Districts und Boroughs Blyth Valley, Wansbeck, Castle Morpeth, Tynedale, Alnwick, Berwick-upon-Tweed gegliedert.

## Geschichte

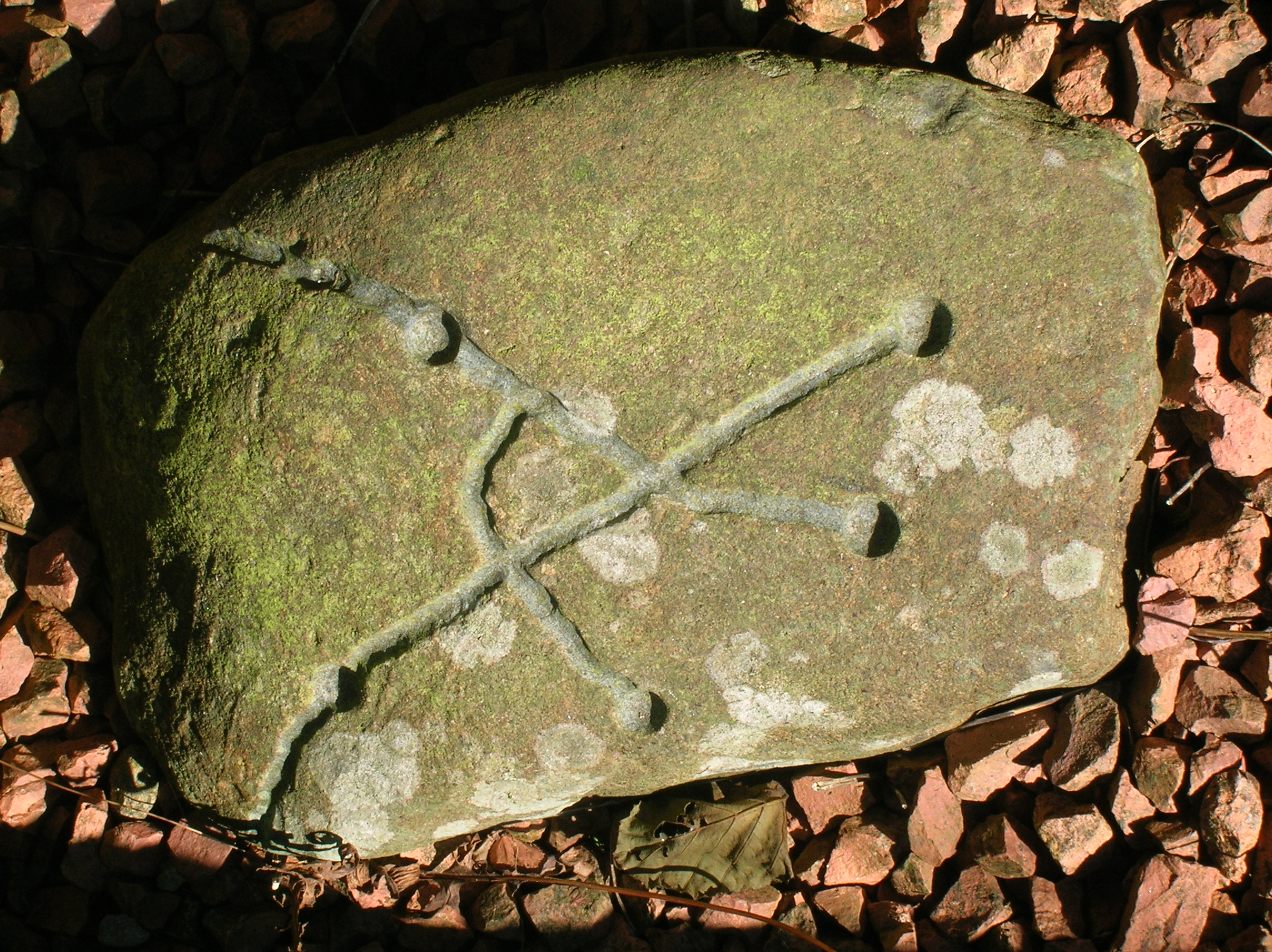
Felsritzungen

Northumberland enthält die größte Anzahl von Cup-and-Ring-Markierungen in Großbritannien (Roughting Linn, Dod Law, Lordenshaw, Old Bewick und Weetwood Moor). Diese zumeist bronzezeitlichen Markierungen werden an exponierten Felsen in den Hügeln gefunden.
In der Zeit vor der römischen Eroberung gab es hier bereits Kämpfe benachbarter keltischer Stämme. Northumberland hat eine bewegte Geschichte und war Schauplatz vieler Kriege zwischen England und Schottland. Dies erklärt die vielen Burgen in Northumberland, u. a. recht bekannte wie Bamburgh Castle, Dunstanburgh Castle, Warkworth Castle und Alnwick Castle.
Northumberland wird auch als Wiege des Christentums bezeichnet, weil auf der Insel Lindisfarne, die auch Holy Island genannt wird, die Christianisierung des heutigen Englands begann. Mönche von der schottischen Insel Iona wurden nach England gesandt, um zu missionieren und auf Lindisfarne ihr Kloster zu errichten. Die Insel ist auch Heimat der Lindisfarne Gospels, einer illustrierten Sammlung lateinischer Kirchenlieder, die in der British Library in London aufbewahrt wird. Aus Lindisfarne stammt auch der Hl. Cuthbert, der 651 in das Kloster von Melrose eintrat und in der Kathedrale von Durham begraben ist.
Bamburgh Castle, die historische Hauptstadt von Northumberland, war vor der Vereinigung mit Schottland unter einem Monarchen Königsburg. Heute sind die Hauptorte der Grafschaft Alnwick, wo der Duke of Northumberland beheimatet ist, und Morpeth, wo die Verwaltung der Grafschaft ihren Sitz hat.
Die Grafschaft war ein Zentrum des Katholizismus in England, aber auch der Jakobiten.
Die Geschichte Northumberlands ist von Rebellionen gegen die Regierung gekennzeichnet; dies zeigt sich z. B. in der Pilgerfahrt von Grace und im Aufstand des Nordens während der Tudor-Dynastie. Diese Revolten wurden normalerweise vom Duke of Northumberland, der aus der Familie Percy stammt, angeführt. Die meisten dieser Herzöge waren allerdings – ganz gleich, welche Rebellion sie anführten – bereit, ihre Verbündeten zu verraten und Informationen an die Regierung weiterzugeben um ungeschoren davonzukommen. Zwei von ihnen Henry Percy, 1. Earl of Northumberland, und sein Sohn Harry Hotspur werden auch von Shakespeare erwähnt. Northumberland wurde eine Art Wildnis, in der Gesetzlose und Räuber, die Border Reivers, sich vor dem Arm des Gesetzes versteckten. Die Grafschaft war ganz überwiegend ländlich. Nach der Vereinigung von Schottland und England unter König Jakob I. wurde Northumberland friedfertiger.

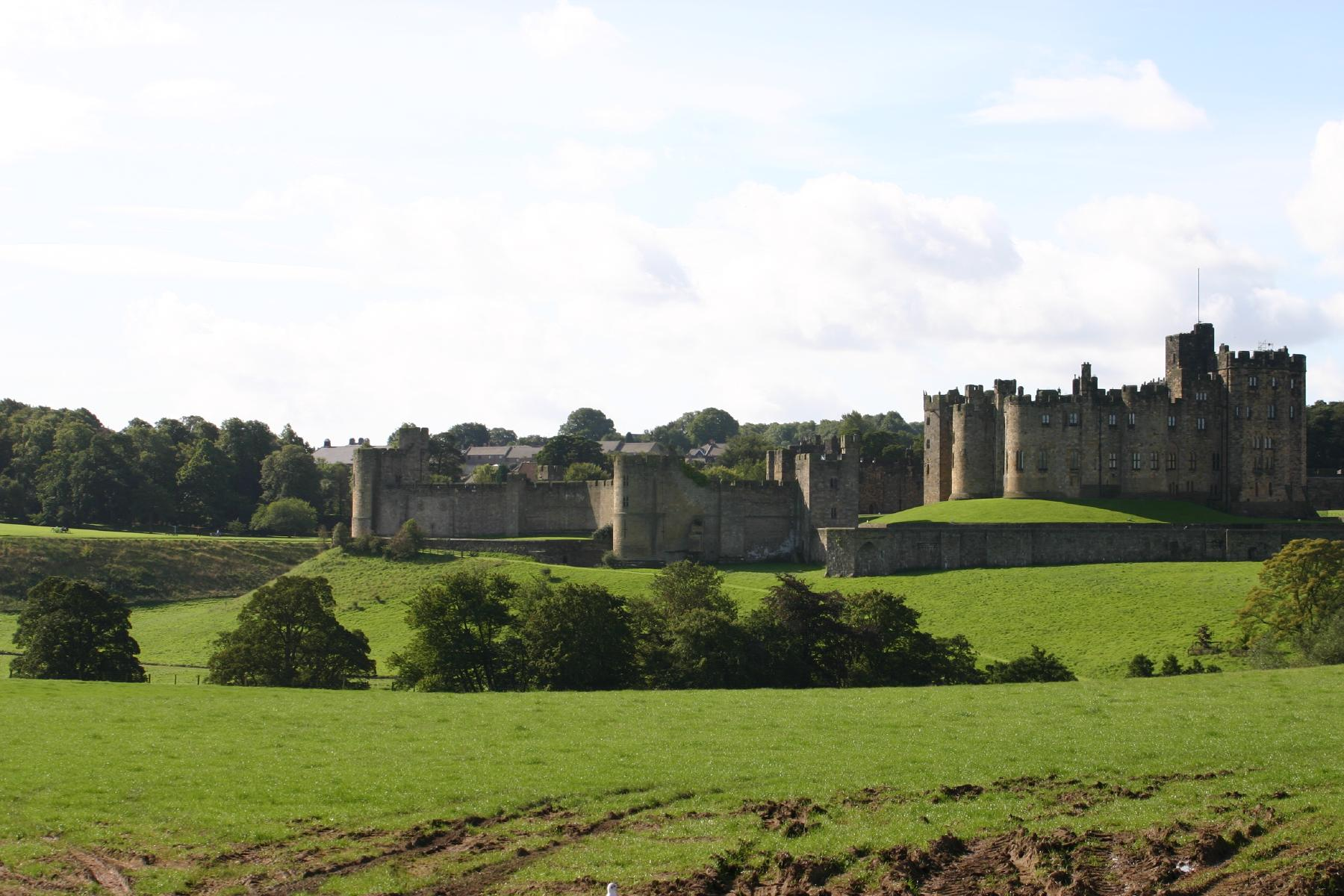
Alnwick Castle

Archäologen haben im Jahre 2005 während einer routinemäßigen archäologischen Untersuchung eine der größten jungsteinzeitlichen Siedlungen Britanniens in einem Steinbruch in Northumberland entdeckt. Die Überreste bedecken einen Bereich, der die Größe von zwei Fußballfeldern hat. Es handelt sich um Gebäude, Werkzeuge, Töpferware, rituelle Gegenstände und ein Grab. Die Siedlung in der Nähe von Milfield Village, nördlich von Wooler, umfasst drei Gebäude aus der frühen Jungsteinzeit (etwa 4000 v. Chr.) und drei Gebäude der späteren Jungsteinzeit (um 3000 v. Chr.). Der Fund von Überresten einer solchen Menge zusammen angeordneter jungsteinzeitlicher Gebäude ist sehr selten. Clive Waddington zufolge ist es eine der wichtigsten Stellen ihrer Art, die eine Gelegenheit bietet, das Verständnis für Britanniens erste Bauern, ihren Lebensstil und Glauben zu erweitern.

## Northumberland heute
Auch heute ist Northumberland immer noch ländlich geprägt. Es hat die geringste Bevölkerungsdichte Englands. Seine frühere Bedeutung erlangte Northumberland durch die Grenzkonflikte mit Schottland. Heute werden mit Blick auf die Schönheit der Landschaft sowohl im Inneren als auch an der Küste, die vielen Burgen und die Bedeutung Northumberlands in der Geschichte Englands, Anstrengungen unternommen, Touristen anzuziehen. Versuche, das Bewusstsein für die heimische Kultur auf ein Niveau zu bringen, wie es in Schottland vorherrscht, wurden ebenfalls unternommen, z. B. durch die Gründung einer Northumbrian Language Society, die die einzigartigen Dialekte dieser Region (Pitmatic und Northumbrian) erhalten soll. Der Dialekt der Region um Newcastle upon Tyne wird Geordie genannt.

## Städte und Orte

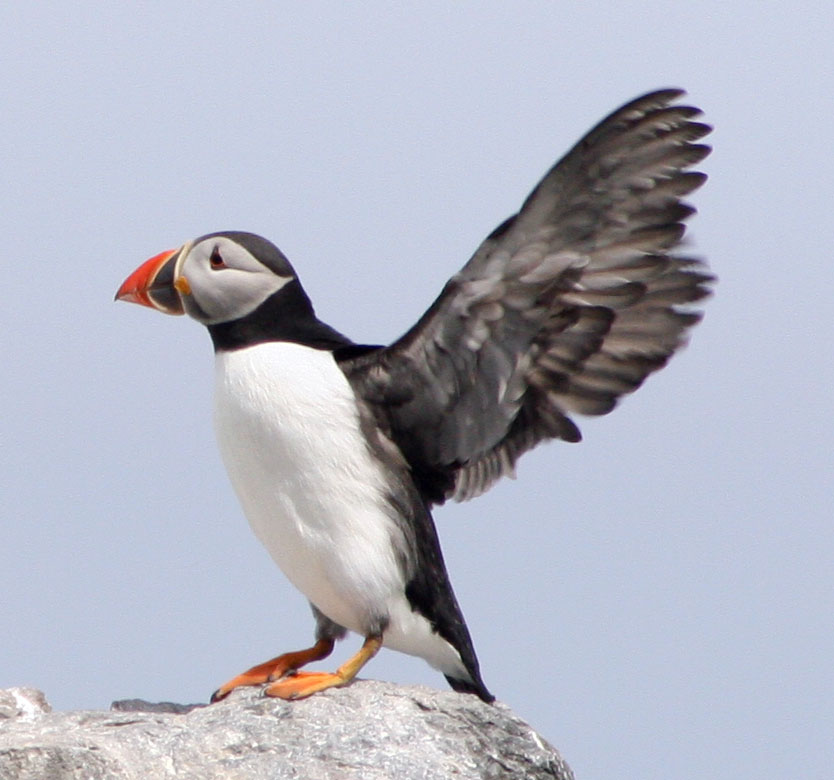
Papageitaucher bei Seahouses / Farne Islands

- Acklington, Allendale Town, Alnmouth, Alnwick, Amble, Ashington
- Bamburgh, Bardon Mill, Beadnell, Belford, Bellingham, Berwick-upon-Tweed, Blanchland, Blyth, Boulmer, Brandon
- Cawburn, Chathill, Chollerford, Corbridge, Cramlington, Craster
- Dalton
- Elsdon, Embleton, Ellington
- Falstone, Ford
- Gilsland, Glanton, Greenhaugh, Greenhead
- Haltwhistle, Hartley, Haydon Bridge, Hethpool, Hexham, Holy Island, Horsley, Humshaugh
- Ingram
- Kilham, Kirknewton
- Lambley, Langley, Linton, Longhorsley, Lowick, Lynemouth
- Mindrum, Morpeth, Murton
- Netherton, Newbiggin-by-the-Sea, Norham
- Old Bewick, Once Brewed, Otterburn
- Prudhoe
- Rochester, Rothbury
- Seahouses, Seaton Sluice, Shipley, Stonehaugh
- Wark on Tyne, Warkworth, Westnewton, Wooler

## Sehenswürdigkeiten
- Alnmouth Beach
- Alnwick Castle
- Alnwick Garden
- Prudhoe Castle
- Bamburgh Castle
- Bellingham Castle
- Belsay Hall
- Kastell Birdoswald
- Buttony, Petroglyphen
- Cheviot Hills
- Chillingham Castle

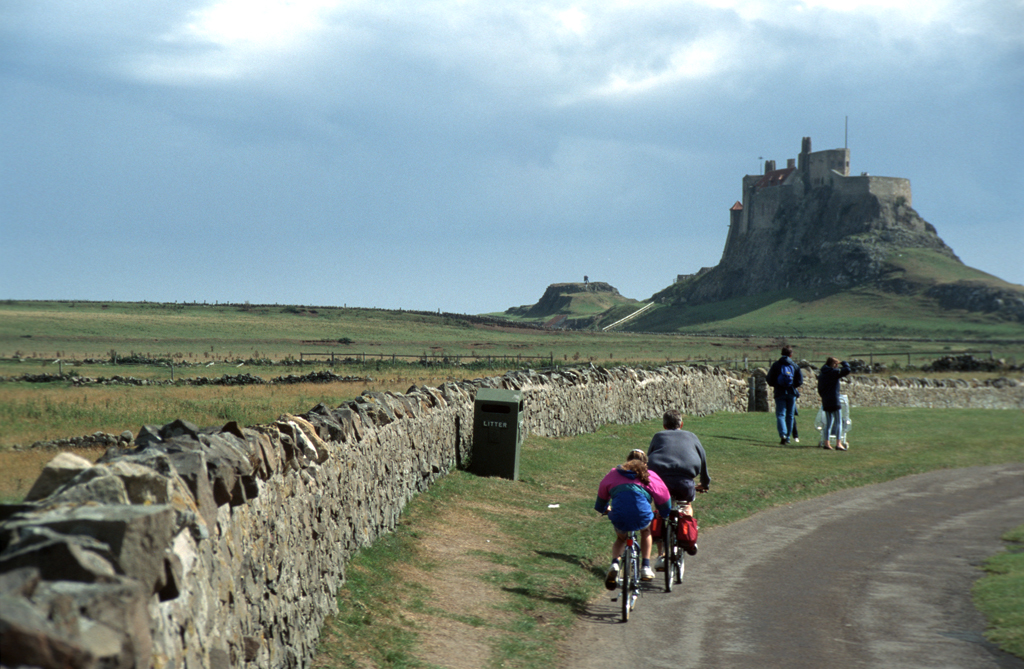
Die Insel Lindisfarne (Holy Island)

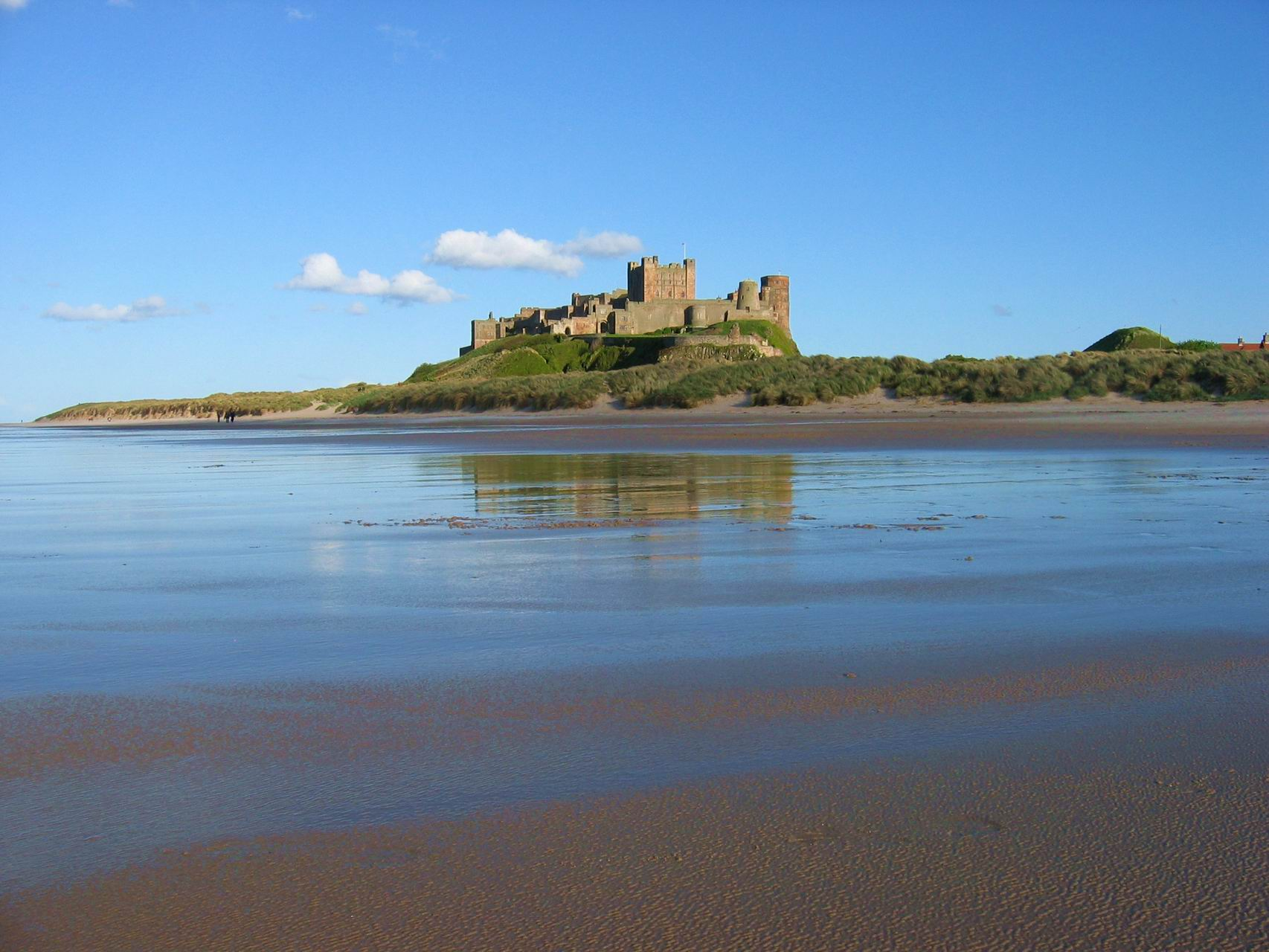
Bamburgh Castle an der Küste Northumberlands

- Churnsike Lodge, viktorianische Jagdhütte
- Cocklawburn Beach
- Coquet (Fluss)
- Cragside
- Davidson’s Linn, Wasserfall im Northumberland-Nationalpark
- Dunstanburgh Castle
- Etal Castle
- Farne-Inseln
- Featherstone Castle
- Hadrianswall (Welterbe)
- Haltwhistle Burn
- Hexham Abbey
- Kielder Water
- Lambley Viaduct
- Lindisfarne, Kloster, und Burg
- Linhope Spout, Wasserfall im Northumberland-Nationalpark
- Longstone Lighthouse
- Mitford Castle
- Newminster Abbey
- Norham Castle
- North of England Open Air Museum
- North Pennines
- Northumberland-Nationalpark
- Prudhoe Castle
- South Tyne
- River Allen
- River East Allen
- River West Allen
- Royal Border Bridge
- Royal Tweed Bridge
- Thirlwall Castle
- Twizell Castle
- Union Bridge
- Vindolanda
- Wark on Tweed Castle
- Warkworth Castle
- Whitewalls Burn

## Kulinarische Spezialitäten
- Cheviot (Käse)
- Hadrian (Käse)
- Hinnies, Scones-ähnliches Gebäckstück
- Kielder (Käse)
- Northumberlandia (Käse)
- Redersdale (Käse)
- Stotties, Fladenbrot-ähnliches Gebäckstück mit diversen Füllungen